# You Sure Love to Ball
«You Sure Love to Ball» es una canción interpretada por el músico estadounidense Marvin Gaye. Fue publicada el 23 de agosto de 1973 como la séptima canción de su decimotercer álbum de estudio, Let's Get It On. Más tarde, la canción se lanzó el 2 de enero de 1974 como el tercer y último sencillo del álbum.

## Recepción de la crítica
Un escritor no especificado de Billboard dijo que “la melodía es adecuada para adultos, pero para los subadolescentes ciertamente suena atrevida”. Un escritor no especificado de Record World le otorgó el certificado de “Hit of the Week”, e indicó que “esta melodía se canta lastimeramente con toda el alma que el maestro puede reunir”. Un escritor no especificado de Cash Box señaló que el sencillo estaba “lleno de esa buena sensación de Marvin Gaye”.

## Lista de canciones
- US 7" single – Tamla T 54244F[6]

1. «You Sure Love to Ball» – 3:35
2. «Just to Keep You Satisfied» – 4:35

## Posicionamiento
| Gráfica (1974)                              | Pico de posición |
| ------------------------------------------- | ---------------- |
| Estados Unidos (Billboard Hot 100)          | 50               |
| Estados Unidos (Billboard Hot Soul Singles) | 13               |